# Pablo Forlán
Pablo Justo Forlán Lamarque (Soriano, 1945. július 14. –) uruguayi válogatott labdarúgó, edző.
A szintén válogatott labdarúgó Diego Forlán édesapja.

## Pályafutása

### A válogatottban
1966 és 1976 között 17 alkalommal szerepelt az uruguayi válogatottban. Részt vett az 1966-os és az 1974-es világbajnokságon, illetve az 1967-es Dél-amerikai bajnokságon.

## Sikerei, díjai
Peñarol
- Uruguayi bajnok (4): 1964, 1965, 1967, 1968
- Copa Libertadores (1): 1966
- Interkontinentális kupagyőztes (1): 1966
- Interkontinentális bajnokok szuperkupája (1): 1969

Nacional
- Uruguayi bajnok (1): 1977

Defensor Sporting
- Uruguayi bajnok (2): 1980, 1982

Uruguay
- Dél-amerikai bajnokság bajnok (1): 1967